# 原諒他77次
《原諒他77次》（英語：77 Heartbreaks）是邱禮濤執導的愛情電影，李敏擔任編劇。根據李敏的同名小說《原諒他77次》改編。電影由周柏豪及蔡卓妍領銜主演，並與衛詩雅、鍾欣潼、鄭希怡、J.Arie 、盧巧音等人合演。亦是蔡卓妍繼《雛妓》後再次與導演和編劇合作，2016年8月於香港開機拍摄。老闆楊受成出資拍攝。該片入圍第十二屆大阪亞洲電影節，蔡卓妍繼《雛妓》後再次入圍。香港本地於第41屆香港國際電影節期間(4月12日)在香港文化中心首映，6月15日正式公映。2017年7月7日於台灣上映。2018年3月19日宣布原班人馬開拍續集《感動她77次》，于2021年5月上映。

## 故事大綱
Eva（蔡卓妍飾）與Adam（周柏豪飾）拍拖十年，卻因一件小事突然分手。莫名被分手的Adam深受打擊，並於酒後與傾慕自己的學生Mandy （衛詩雅飾） 發生了關係。後來直到Adam發現Eva所寫的77次心碎記錄才恍然大悟。慚愧不已的他決心追回Eva，但是他真正需要面對的酒後犯下的錯誤和筆記本被撕掉的最後一頁所藏著的秘密。他能夠贏得她第78次的原諒嗎？

## 演員列表
| 演員    | 角色         | 角色介紹                                              |
| 周柏豪  | 張智思(Adam) | 辭去律師工作後當上了 kick-boxing 教練                 |
| 蔡卓妍  | 呂慧心(Eva)  | 專門處理離婚案件的律師 Adam的女友                     |
| 衛詩雅  | Mandy        | 張智思炮友兼短暫女友                                  |
| 鍾欣潼  | Heartbeat    | 客串 Shutter之妹妹 後因交通意外而去世                 |
| J. Arie | Daisy        | 呂慧心好友                                            |
| 鄭希怡  | Bondy        | 呂慧心好友                                            |
| 盧巧音  | Cat          | 呂慧心好友                                            |
| C君     | NT Tang      | 新界的大地主 Daisy的上司 呂慧心的客戶，對其有愛慕之心 |
| 陸永    | Ronnie       | 張智思之好友                                          |
| 小肥    | Francis      | 張智思之好友                                          |
| 林盛斌  | Vincent      | 張智思之好友                                          |
| 韋羅莎  | Client A     | 呂慧心的客戶                                          |
| 李蕙敏  | Client B     | 呂慧心的客戶                                          |
| 泰臣    | Client C     | 呂慧心的客戶                                          |
| 黃秋生  | 白律師       | 律師，擅長打離婚分產的官司 呂慧心之師父               |
| 吳鎮宇  | Shutter      | 客串 Heartbeat之哥哥                                  |
| 惠英紅  |              | 呂慧心之母親                                          |
| 鄭丹瑞  |              | 呂慧心之父親                                          |
| 洋      |              | 張智思之父親                                          |
| 孫佳君  |              | 張智思之繼母                                          |
| 謝芷倫  |              | 律師樓接待員                                          |

## 幕後製作
- 出品：楊受成
- 導演：邱禮濤
- 編劇：李敏
- 原著：李敏
- 策劃：蔡卓妍
- 拍攝地點：香港、日本

## 電影歌曲
| 曲別     | 歌名           | 演唱者         | 作詞 | 作曲   |
| 主题曲   | 請你愛我       | 蔡卓妍、周柏豪 | 李敏 | 梁秉仁 |
| 主題音樂 | 77 Heartbreaks | ——             | ——   | 梁秉仁 |

## 奬項及提名
| 年度   | 颁奖典礼          | 奖项           | 姓名           | 结果 |
| ------ | ----------------- | -------------- | -------------- | ---- |
| 2018年 | 第1屆最港電影大獎 | 最港女演員     | 蔡卓妍         | 提名 |
| 2018年 | 微博之星2017      | 微博給力電影   | 《原諒他77次》 | 獲獎 |
| 2018年 | 微博之星2017      | 微博給力男主角 | 周柏豪         | 提名 |
| 2018年 | 微博之星2017      | 微博給力女主角 | 蔡卓妍         | 獲獎 |

## 片名典故
《原諒他77次》用上聖經《馬太福音》中的典故，使徒彼得問耶穌到底要原諒一個人多少次，耶穌回答他︰「我對你說，不是到七次，乃是到七十個七次。」在電影中，你會看到蔡卓妍不斷原諒長不大的周柏豪，甚至爆出「其實要離開真係好難，尤其係當原諒已經成為習慣」的金句，原來，女人愛一個人是可以很盡的。

## 播放時間
| 香港 無綫電視J2台 星期日21:00-23:00節目 | 香港 無綫電視J2台 星期日21:00-23:00節目    | 香港 無綫電視J2台 星期日21:00-23:00節目 |
| --------------------------------------- | ------------------------------------------ | --------------------------------------- |
|                                         | 原諒他77次 （2022年5月29日）               |                                         |
| 幫緊你醫緊你 （2022年5月29日）          | TOKYO MER ～流動急症室～ （2022年5月29日） |                                         |

## 外部連結
- 互联网电影数据库（IMDb）上《原諒他77次》的资料（英文）
- 香港影庫上《原諒他77次》的資料（繁體中文）
- 时光网上《原諒他77次》的資料（简体中文）